# Tom Spilsbury
Tom Spilsbury, né en 1976 à Swindon en Angleterre, est un auteur, éditeur de magazine et journaliste britannique. Il a été l'éditeur du Doctor Who Magazine pendant 10 ans.